# Vévoda z Rothesay

Znak vévodů z Rothesay

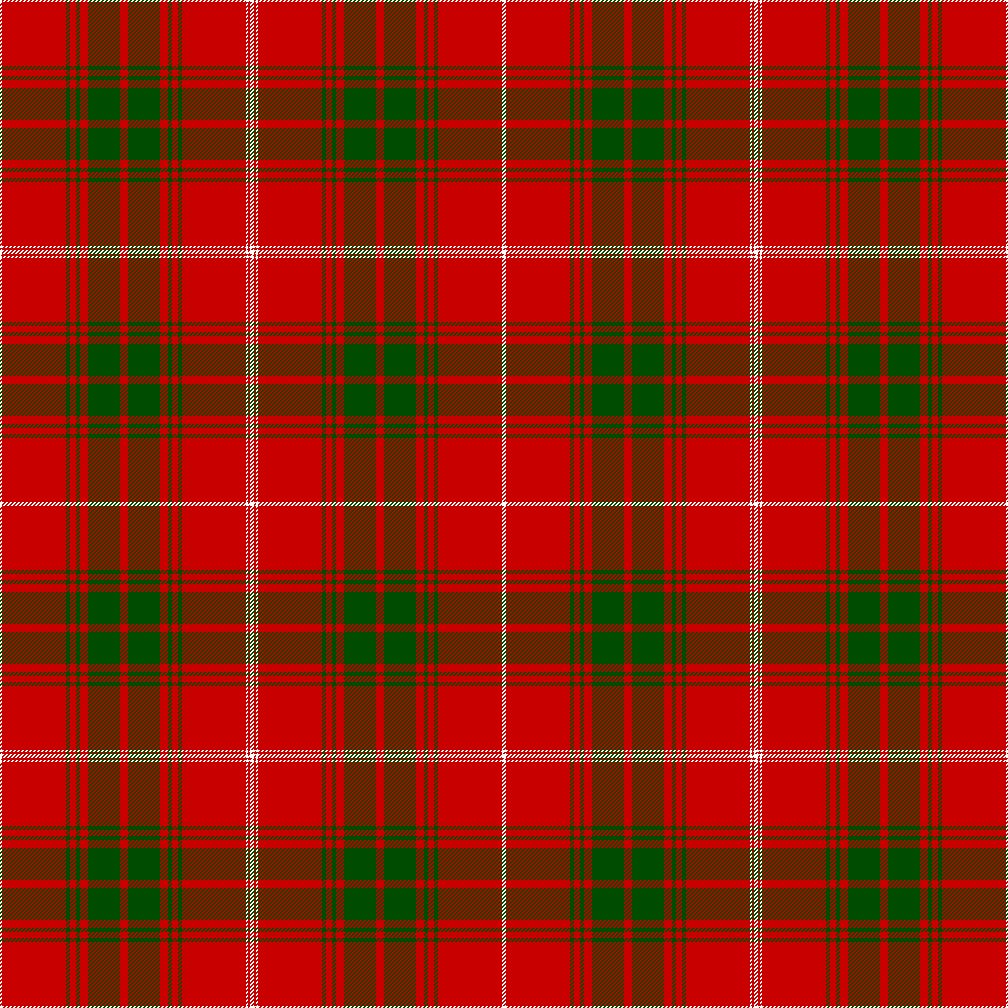
Tartan vévody z Rothesay

Vévoda z Rothesay (anglicky duke of Rothesay, skotsky duik o Rothesay, skotskou gaelštinou diùc Baile Bhòid) je skotský šlechtický titul následníka trůnu Spojeného království, který mimo Skotsko běžně užívá tituly prince z Walesu a vévody z Cornwallu. Titul vévody z Rothesay následník užívá především pokud pobývá ve Skotsku.
Poprvé titul udělil roku 1398 Robert III. Skotský svému nejstaršímu synovi Davidovi. Titul automaticky připadá nejstaršímu synovi skotského krále, který je zároveň prvním následníkem trůnu Skotského království (uzákoněno parlamentem roku 1469). Titul je odvozen od středověkého jména západoskotského ostrova Bute, kde se nacházelo jedno ze sídel stuartovských králů. Po roce 1707, kdy bylo Skotské království sjednoceno s Anglickým se titul vévody z Rothesay stal jedním z titulů následníka trůnu Spojeného království (vedle titulu princ z Walesu a vévoda z Cornwallu).
Vedlejší tituly vévody z Rothesay jsou hrabě z Carricku, baron Renfrew, pán Ostrovů, princ a nejvyšší správce Skotska.

## Seznam vévodů z Rothesay
- 1398–1402 – David Stewart, vévoda z Rothesay
- 1404–1406 – Jakub I.
- 1430–1430 – Alexandr Stewart, vévoda z Rothesay
- 1431–1437 – Jakub II.
- 1452–1460 – Jakub III.
- 1473–1488 – Jakub IV.
- 1507–1508 – Jakub Stewart, vévoda z Rothesay
- 1509–1510 – Arthur Stewart, vévoda z Rothesay
- 1512–1513 – Jakub V.
- 1540–1541 – Jakub Stuart, vévoda z Rothesay
- 1566–1567 – Jakub I. Stuart
- 1594–1612 – Jindřich Frederik Stuart
- 1612–1625 – Karel I. Stuart
- 1630–1649 – Karel II. Stuart
- 1688–1702 – Jakub František Stuart
- 1714–1727 – Jiří II.
- 1727–1751 – Frederik z Walesu
- 1762–1820 – Jiří IV.
- 1841–1901 – Eduard VII.
- 1901–1910 – Jiří V.
- 1910–1936 – Eduard VIII.
- 1952–2022 – Karel III.
- od 2022 – William